# Metro van Washington
De Metro van Washington D.C. is met 176,32 km en 91 stations het op een na grootste metrosysteem van de Verenigde Staten, na de metro van New York. In 2019 maakten 626 000 reizigers dagelijks gebruik van het netwerk. De eerste lijn werd op 27 maart 1976 geopend, 14 jaar na de opheffing van het trambedrijf in 1962.

## Lijnen
Het net omvat 6 lijnen, en 91 metrostations. In het centrum van de stad zijn 3 overstapstations, Metro Center, Gallery Place-Chinatown en L'Enfant Plaza, die het mogelijk maken om overal naartoe te reizen zonder meer dan één keer te hoeven overstappen.
Tijdens de spits rijden de metro's om de 4-8 minuten, buiten de spits is de frequentie afhankelijk van de lijn één per 10-20 min
| Lijn          | Van -> Naar                                         | Opening | Lengte   | Stations |
| ------------- | --------------------------------------------------- | ------- | -------- | -------- |
| Rode lijn     | Shady Grove ↔ Glenmont                              | 1976    | 51,30 km | 27       |
| Oranje lijn   | Vienna/Fairfax-GMU ↔ New Carrollton                 | 1978    | 42,50 km | 26       |
| Blauwe lijn   | Franconia-Springfield ↔ Largo Town Center           | 1977    | 48,80 km | 27       |
| Gele lijn     | Huntington ↔ Mt. Vernon Sq/7th St-Convention Center | 1983    | 24,25 km | 17       |
| Groene lijn   | Branch Avenue ↔ Greenbelt                           | 1991    | 37,08 km | 21       |
| Zilveren lijn | Ashburn ↔ Largo Town Center                         | 2014    | 47,60 km | 28       |